# Horavar
Horavar är en ort i Azerbajdzjan.   Den ligger i distriktet Jardymly, i den södra delen av landet, 210 km sydväst om huvudstaden Baku. Horavar ligger 736 meter över havet och antalet invånare är 820.
Terrängen runt Horavar är kuperad, och sluttar österut. Närmaste större samhälle är Yardımlı, 8,8 km väster om Horavar. 
Trakten runt Horavar består till största delen av jordbruksmark. Runt Horavar är det ganska tätbefolkat, med 60 invånare per kvadratkilometer.